# South of Heaven (film)
South of Heaven is een Amerikaanse misdaadfilm uit 2021, geregisseerd door Aharon Keshales. De hoofdrollen worden vertolkt door Jason Sudeikis, Evangeline Lilly, Mike Colter en Shea Whigham.

## Verhaal
Jimmy Ray, een veroordeelde misdadiger die voorwaardelijk vrij is na een lange gevangenisstraf, probeert Annie, de liefde van zijn jeugd die stervende is aan longkanker, een geweldig laatste jaar samen te bezorgen. Schmidt, zijn reclasseringsambtenaar, voorkomt dat hij loskomt van zijn criminele verleden.

## Rolverdeling
| Acteur             | Personage   |
| ------------------ | ----------- |
| Jason Sudeikis     | Jimmy Ray   |
| Evangeline Lilly   | Annie Ray   |
| Mike Colter        | Whit Price  |
| Shea Whigham       | Schmidt     |
| Jeremy Bobb        | Frank       |
| Amaury Nolasco     | Manny       |
| Thaddeus J. Mixson | Tommy Price |
| Michael Paré       | Joey        |

## Release
De film ging in première op 2 oktober 2021 op het Beyond Fest in Los Angeles. South of Heaven werd op 8 oktober 2021 in de verenigde Staten in een beperkt aantal bioscopen uitgebracht door RLJE Films.

## Ontvangst
Op Rotten Tomatoes heeft South of Heaven een waarde van 47% en een gemiddelde score van 5,2/10, gebaseerd op 43 recensies. Op Metacritic heeft de film een gemiddelde score van 42/100, gebaseerd op 10 recensies.

## Prijzen en nominaties
| Jaar | Prijs                            | Categorie           | Genomineerde(n)    | Uitslag     |
| ---- | -------------------------------- | ------------------- | ------------------ | ----------- |
| 2021 | AFIN International Film Festival | Beste speelfilm     | Beste speelfilm    | Gewonnen    |
| 2021 | AFIN International Film Festival | Beste regisseur     | Aharon Keshales    | Gewonnen    |
| 2021 | AFIN International Film Festival | Beste acteur        | Jason Sudeikis     | Gewonnen    |
| 2021 | AFIN International Film Festival | Beste acteur        | Shea Whigham       | Genomineerd |
| 2021 | AFIN International Film Festival | Beste actrice       | Evangeline Lilly   | Gewonnen    |
| 2021 | AFIN International Film Festival | Beste jonge artiest | Thaddeus J. Mixson | Gewonnen    |
| 2021 | AFIN International Film Festival | Beste ensemblecast  | Beste ensemblecast | Genomineerd |